# The Memphis Belle: A Story of a Flying Fortress
The Memphis Belle: A Story of a Flying Fortress is een Amerikaanse documentaire uit 1944 geregisseerd door William Wyler en volgt de laatste missie van het B-17 Flying Fortress-vliegtuig genaamd de Memphis Belle tijdens de Tweede Wereldoorlog.
De film bevindt zich momenteel in het publiek domein en werd in 2001 opgenomen in het National Film Registry.

## Rolverdeling
| Acteur               | Personage            |
| -------------------- | -------------------- |
| Robert K. Morgan     | piloot               |
| James A. Verinis     | co-pilotot           |
| Vincent B. Evans     | Bombardier           |
| Charles B. Leighton  | flight officer]      |
| Robert J. Hanson     | Radio-operator       |
| James Kinard         | ingenieur top gunner |
| Harold Loch          | technisch ingenieur  |
| Casimer A. Nastal    | waist gunner         |
| John P. Quinlan      | tail gunner          |
| Cecil H. Scott       | ball turret gunner   |
| Clarence E. Winchell | waist gunner         |